# 23時40分
「23時40分」（にじゅうさんじよんじゅっぷん）は、ヒャダインの6枚目のシングル。2013年1月30日にLantisから発売された。

## 概要
前作「サンバ de トリコ!!!」から6ヶ月ぶりのリリースとなる2013年1作目のシングル。表題曲「23時40分」は、テレビアニメ『バクマン。』第3シリーズの後期オープニングテーマに使用された。販売形態は初回限定盤と通常盤の2種リリースで、前者には表題曲のPVを収めたDVDが同梱されている。ディスクジャケットは、初回限定盤はモノクロの背景にTシャツを着たヒャダインが、通常盤は真城最高、高木秋人、新妻エイジ、福田真太、平丸一也、蒼樹紅、岩瀬愛子のイラストが描かれている。
本作についてCDジャーナルは、「王道ギター・ロックで颯爽と彩る新世代アニメ・ソング」と評した。

## 収録曲
（全作詞・作曲：前山田健一）
1. 23時40分 feat.Base Ball Bear [4:23][1]
編曲：Base Ball Bear
テレビアニメ『バクマン。』第3シリーズ後期オープニングテーマ
ヒャダイン曰くでんぱ組.incの「W.W.D」制作の際にメッセージ色の強いものを作るクセが付き、本曲もメッセージ性も込められている。また、今作では前作までと一線を画したいという意向から、ポップス性を抑え、代わりに自分の負の面を吐露したものに仕上げている[9]。編曲はBase Ball Bearに一任しており、ヒャダイン自身は一切関与していない。そのため従来の作品のようにパート毎に切っていく手法は行われていない[10]。
2. パーレー [3:56][1]
編曲：前山田健一
3. ピアノ [4:12][1]
編曲：前山田健一
4. 23時40分 feat.Base Ball Bear（Instrumental）
5. パーレー（Instrumental）
6. ピアノ（Instrumental）

DVD（初回限定盤のみ）
1. 23時40分 feat.Base Ball Bear（Music Clip）